# 卡尔达齐尼亚
卡尔达齐尼亚是巴西戈亚斯州的一个市镇。总面积311.687平方公里，总人口3539人，人口密度11.4人/平方公里。